# دواين بلاكلي
دواين بلاكلي (بالإنجليزية: Dwayne Blakley)‏ هو لاعب كرة قدم أمريكية أمريكي، ولد في 10 أغسطس 1979.

## وصلات خارجية
- دواين بلاكلي على موقع مرجع كرة القدم المحترفة.كوم (الإنجليزية)